# 中国人民解放军防空军
中国人民解放军防空军，是1955年至1957年间存在的中国人民解放军军种。下设高射炮兵、雷达兵、探照兵、对空情报兵这四个兵种。

## 沿革

### 早期发展
中国人民解放军防空军的源头可溯至1934年10月成立的中国工农红军总司令部防空科。防空科成立后，从中国工农红军部队抽调12个排，经3个月训练后，留下3个排组成军委防空队，罗华生任队长，廖冠贤任指导员。防空队配27挺经改造的重机枪，当作高射机枪，在中华苏维埃共和国临时中央政府驻地的3个山头组成对空火力网。虽未曾击落南京国民政府派来的敌机，但敌机再不敢低空轰炸。
1934年中国工农红军长征后，防空科及防空队随之消失。红军长征抵达陕北后，抗日战争时期，八路军在延安组建延安炮兵学校，其中培养了少量高炮人才。但当时没有防空部队。

### 第二次国共内战
1945年11月1日，中国共产党领导的军队里第一个高射炮大队在辽东本溪组建。1947年7月，中国人民解放军首个高射炮团——高射炮第一团在牡丹江成立。1948年4月，高射炮第二团在吉林通化成立。1948年11月，中国人民解放军东北野战军炮兵纵队高炮指挥部成立。1948年12月，高射炮第三团在辽东成立。1949年4月24日，中国人民解放军华北军区平津卫戍区防空司令部在北平成立，聂荣臻兼司令员，薄一波兼政委。1949年5月中旬，南京防空司令部成立，皮定均兼司令员。1949年8月11日，中央军委决定新组建10个高射炮团及10个高射机枪营。1949年8月17日，中国人民解放军东北军区高射炮兵学校在沈阳成立。截至1949年12月，中国人民解放军已成立18个高射炮团，分布在北京市、上海市、南京市、武汉市、沈阳市、长沙市、鞍山市、抚顺市等大中城市。
1946年4月7日，中国共产党领导的军队里第一支高射炮部队“辽东军区高炮大队”参加了第二次国共内战中的首次空战。当时，国民革命军新六军进攻中共控制下的本溪。辽东军区高炮大队在本溪市区及本溪平顶山分别部署两个高射机关炮连。当日上午，2架敌机配合新六军轰炸本溪市区，高射机关炮连射击，敌机仓促在本溪车站投下2枚炸弹便飞离。此后敌机再未来到本溪上空。
1947年11月初，由辽东军区高炮大队扩编而成的中国人民解放军第一个高射炮团“辽东军区炮兵团”在通化第一次击落国民革命军空军战斗机。当时该高炮团正在掩护步兵作战，一架国军P-51型飞机突临高炮团上空，高炮团使用巴拉德式高射机关炮击中敌机，敌机坠落於梅河口附近。这是中国共产党领导的军队里的高射炮兵首次击落敌机。战后，该高炮团获得辽东军区司令员萧劲光、政委陈云通报表扬。
1948年9月下旬，高炮第二团一营在配合步兵进行长春围困战时，击落中华民国国军C-47型运输机1架，击伤敌机2架。1949年3月12日，高炮第二团三营进驻葫芦岛承担保卫已起义的中华民国海军“重庆号”巡洋舰的防空任务，1949年3月16日至19日，中华民国空军派出数十架轰炸机轰炸“重庆号”轮番轰炸，高炮第二团二营对空作战6次，击伤敌机3架。这是中国人民解放军高射炮兵首次同海上敌机空战。
1949年8月1日，中华民国空军B-25型轰炸机1批3架飞至武汉市上空袭扰，中国人民解放军高炮第一团、高炮第三团先后射击，战斗10分钟，击落敌机1架。这是中国人民解放军高炮部队在城市要地防空作战中第一次击落敌机。
1949年10月29日，承担掩护江苏戚墅堰机车厂任务的中国人民解放军高炮第八团三营九连，在驻地击落中华民国空军C-47运输机1架，俘虏机上人员8名。这是中国人民解放军高炮部队第一次俘虏被击落敌机上的人员。
1949年12月27日，中华民国空军两架P-51战斗机、两架B-25轰炸机自台湾起飞，飞至浙江省宁波准备空袭灵桥。驻当地的中国人民解放军高炮第十三团在敌机距炮群6000米时射击，击落P-51战斗机1架，击伤B-25轰炸机1架。这是中国人民解放军首次击落、击伤自台湾起飞的中华民国空军飞机。
1950年3月14日，中华民国空军自台湾起飞11架轰炸机、2架战斗机，空袭上海龙华机场和江南造船厂，被中国人民解放军高炮第十一团击伤3架，空袭目的未达到。
1950年7月，中国人民解放军高炮第十团在厦门掩护机场建设，对空作战18次，击落台湾的中华民国空军飞机1架、击伤3架。

### 从兵种到军种
1948年8月，中共中央军委提出对城市及要地实行积极防空的方针。根据该方针，中国人民解放军加强了防空部队建设。1949年4月起，中国人民解放军以各野战军的高炮部队作为基础，先后成立华东军区防空司令部、天津防空司令部、上海防空司令部、东北防空司令部。1950年3月12日，中央军委在武汉组建高射炮第一师，部署在汉口、广州等地。
1950年9月7日，中央军委决定成立中国人民解放军防空司令部（简称“防司”），作为中国人民解放军全军防空部队的领导机关，隶属中央军委领导。1950年12月16日，中国人民解放军防空司令部在北京正式成立，隶属中央军委领导。周士第任防空司令部司令员、钟赤兵任政委，谭家述任副司令员兼参谋长，后勤部代部长黎化南。当时，中国人民解放军防空兵是中国人民解放军陆军的一个兵种，全国已设立4个地区性防空司令部，2个高炮师、16个高射炮团。
中国人民解放军防空司令部起初在今北京市东城区棉花胡同办公，出于抗美援朝战争和国土防空需要，中国人民解放军防空司令部党委抓紧建设防空部队，充实和调整了东北、华北、华东防空领导机关，新建了中南军区防空司令部、安东防空司令部、小丰满防空司令部，西南军区防空处、福建防空处、浙江防空处，武汉防空指挥所、南京防空指挥所、天津防空指挥所。
1953年4月29日，军委总政治部颁发命令：为加强防空部队政治工作建设，特决定成立防空部队政治部，撤销原军委防空部队政治委员办公室。6月13日，防空部队政治部正式成立。华北军区防空政治部主任吴建初调任军委防空部队政治部副主任。1954年12月，中央军委任命刘秉彦为防空司令部副参谋长。随后又任命李继开为防空司令部副参谋长。
1953年秋，中国人民解放军防空部队在华北开展防空战役演练。
1955年3月8日，中央军委第25次会议将中国人民解放军防空部队从陆军兵种提升为军种，称中国人民解放军防空军。杨成武任防空军司令员，周士第调任中国人民解放军训练总监部副部长。1955年4月9日，中华人民共和国国防部调陆军第九兵团机关充实防空军领导机关。1955年5月4日，根据总部命令，东北军区、华北军区、华东军区、中南军区防空司令部分别改名为沈阳军区、北京军区、南京军区、广州军区防空军司令部。1955年8月11日和23日，国防部和中国人民解放军总参谋部分别颁布命令，将中国人民解放军防空部队的总称改成中国人民解放军防空军，将中国人民解放军防空司令部改成中国人民解放军防空军司令部。1955年9月14日，防空军司令部转发了国防部和总参谋部关于防空部队改变番号的通知，《通知》规定防空军各级机关、各部队和学校均将原番号中的“防空部队”改为“防空军”，同时公布了新建、改建部队的番号。从1955年8月至1957年5月，防空军共建有1个军委防空军领导机关，4个大军区防空军领导机关，1个防空军（防空军第一军）军部，3个防空师师部，8个高射炮兵师师部，36个高射炮团又4个独立营，5个军校，3个预备军校（一说为1个军委防空军领导机关，4个大军区防空军领导机关，1个防空军军部，11个高炮师师部，32个高炮团，6个探照灯团，25个雷达团，5个通信团又1个通信营，9所学校）。防空部队包括高射炮兵、雷达兵、探照兵、对空情报兵四个兵种，总兵力14.9万人。主持防空军评衔工作的防空军政治部主任龙道权少将回忆：“到（1955年）8月底才基本完成（评衔）任务。整个防空军评定军官军衔的有2万多人，其中上将1人，中将3人，少将25人，校官904人，尉官23430人。”
1957年2月21日，中央军委决定空防合并，保留空军番号取消防空军番号。1957年5月16日，总参谋部命令：军委空军、防空军自5月17日零时正式合署办公。1957年7月26日，国防部命令：原防空军所属各部队、学校番号均改为中国人民解放军空军部队和学校番号，原防空军军种名称宣布取消。
- 高射炮兵：是中国人民解放军防空军的主体兵种。起初装备美式、日式、苏式高射机枪及高射炮。1950年代中期起，装备中国仿制或改制的55式37毫米高射机关炮、59式57毫米机关炮、59式100毫米高射炮、65式双管37毫米高射机炮[1]。

- 雷达兵：1949年5月3日，中华民国国防部第六厅雷达研究所在杭州起义。6月19日，杭州军管会派遣七兵团教导团指导员刘子真任雷达研究所军代表。1949年9月，华东军区的中国人民解放军淞沪警备司令部防空处抽调出一部分干部，利用中华民国国军遗留下来的2部日本制造的四式旧雷达及8个技术人员，在上海市安国路成立了中国人民解放军首支雷达队，1949年10月1日起承担对空警戒任务。10月雷达研究所迁回南京，隶属于华东军区航空处。1950年2月华东军区从泰山军分区、泰西军分区调194人，并从南京警备司令部教导大队、华东军政大学、华东团校调入初中以上文化程度青年124人到雷达研究所。1950年3月20日，在上海市东南海面的上空首次用雷达发现敌机，5月11日夜间首次在上海浦东为中国人民解放军航空兵提供雷达情报，协助航空兵击落台湾的中华民国国军B-24轰炸机1架。1950年4月22日在南京成立“中国人民解放军雷达一○一营”，对外称“华东军区航空处电讯大队”，这是全军第一个雷达营，泰安县大队长孟继萃任营长，刘子真任教导员，山东军区作战科副科长李启文任副营长，泰西军分区王德明任副教导员，辖5个中队，每个中队辖2个观察班，1个技术组，1个警卫排，每个观察班有一部雷达，雷达操作员、标图员、记录员12人，全营362人，其中干部48人，日四式雷达2部，日313雷达4部，美SCR602雷达4部；6月3日全营调上海受训准备开赴福建，8月8日调东北，8月16日各中队分赴丹东浪头机场、沈阳、通化南老爷岭、宽甸、庄河县小郭店、清原县二道江，至10月15日形成一个纵深800公里覆盖43万平方公里的中高空米波雷达网。后来陆续又在上海、北京、沈阳、广东、杭州、安东等地成立8个雷达营，中国人民解放军全军合计9个雷达营。1952年11月10日，中国人民解放军防空部队首个雷达团“中国人民解放军防空部队雷达第三二一团”成立。后来陆续又在北京、广州、安东、杭州等地成立7个雷达团，中国人民解放军全军合计8个雷达团。1953年1月18日，美国海军P-2V型巡逻机飞临中国人民解放军雷达三六一营二连阵地上空进行侦察，指导员张赵下令用自卫高射机枪齐射，全连消耗200余发高机弹，击落该机，全连无一伤亡。次日美联社报道称，美国海军第七十二特混舰队1架P-2V型巡逻机在1月18日被中国军队击中坠海。1955年2月9日，美军2架舰载AB型战斗机在中国浙江省松门山海面扫射中国民船后，飞至白岩山地区雷达站上空，该雷达站用自卫高射机枪配合高炮部队射击，将其中一架美军战斗机击落在大陈岛以南3公里处，3名美军飞行员跳伞坠入海中，后被台湾的中华民国海军营救。中国人民解放军雷达部队起初配备的是缴获的美国、日本雷达，后进口苏联雷达。1953年5月，中国最早生产的米波警戒雷达——国产101型雷达装备部队。后又换装过国产警-2型、警-3型等型号雷达[1]。

- 探照兵：夜间利用探照灯照射敌机，配合高炮部队对空射击，配合航空兵对空作战，还可直接照落敌机。1950年8月10日，中国人民解放军首个探照灯团在上海成立。此后陆续成立5个探照灯团，截至中国人民解放军防空军解散时，中国人民解放军共有6个探照灯团以及3个独立探照灯营。共装备723部探照灯，其中雷达灯195部，跟踪灯528部。抗美援朝战争中，中国人民志愿军3个探照灯团参战，照中敌机1100余架次，配合中国人民志愿军空军及高炮部队击落、击伤敌机50余架，直接照落4架[1]。

- 对空情报兵：对空监视部队从地面用目力及望远镜目测空中敌机。1949年4月，中国人民解放军首批21个对空监视哨在北京成立。此后陆续在济南、徐州、上海、南京、武汉、沈阳等大中城市成立对空监视哨。1950年3月25日，中国人民解放军首个对空监视哨营“中国人民解放军对空监视哨第一四一营”在上海成立。1953年7月25日，美军航空兵F-47型战斗机2批4架、F-51型战斗机2架低空袭扰上海，在中国人民解放军雷达发现目标前，一四一营对空监视哨便已发现目标并上报，空二师随即击落、击伤美军F-47型战斗机各1架。截至1951年12月，中国人民解放军共成立12个对空监视哨营。1952年5月5日，中国人民解放军首批对空监视团（后称对空情报团）共3个团成立，分别为对空监视一二一团、一二二团、一二三团，分布在天津、济南、青岛。截至1957年5月17日中国人民解放军防空军解散时，中国人民解放军共有17个对空监视团。1953年12月底，中华人民共和国全国一线防空情报网初步建成[1]。

中国人民解放军防空部队和防空军的主要对手是中华民国空军和美国空军。
1951年6月初，中国人民志愿军高炮第五一四团奉命保卫中国安东市大孤山机场。1951年6月30日，中国人民志愿军1架战斗机在安东上空空战后，掉队单独返航，即将着陆时被两架美军F-86型战斗机偷袭，高炮第五一四团八连怕误伤而未开炮，志愿军战斗机被美机击落。此后高炮第五一四团与机场志愿军航空兵师一起制定了空炮协同作战计划。1951年7月15日黄昏，美军飞机偷袭大孤山机场，高炮第五一四团一连当即开火击落1架敌机。1951年8月下旬某日下午，中国人民志愿军8架战机在空战后返航着陆时，遭多架美机跟踪偷袭，高炮第五一四团各连当即击落2架美机，其余逃走。志愿军战机大部分安全降落，但最后1架受伤，飞行员跳伞生还。鉴于高炮第五一四团掌握了伏击战战法，美军飞机再未敢偷袭大孤山机场。
1952年8月29日，美军展开了朝鲜战争中对平壤最大规模的连续轰炸。1952年8月29日上午9时15分，美军700多架次混合轰炸机编队轰炸朝鲜民主主义人民共和国首都平壤。敌机进入中国人民志愿军高炮第五三三团防区后，高炮第五三三团全团高射炮齐射，击落、击伤美机5架。当天下午13时30分，美军500多架战斗轰炸机对平壤展开第二波次轰炸，超低空沿海面飞行，避开了雷达部队的监视，高炮第五三三团仓促迎战，击落美机2架。当天下午17时5分，美军400多架战斗轰炸机对平壤展开第三波次轰炸，午夜又展开第四波次轰炸。当天，美军80多架战斗轰炸机进入高炮第五三三团火力范围，被击落、击伤8架。
在抗美援朝战争期间，中国人民志愿军防空部队共作战1万余次，击落敌机400多架，击伤敌机1500多架。
1954年2月9日，台湾的中华民国空军F-47型侦察机2架飞至大陆浙江省侦察，被中国人民解放军独立高炮第四十三营击落1架。
1954年4月13日，中国人民解放军防空部队司令员周士第表示：“4年来美国、国民党空军不断地对我国大陆进行轰炸、侦察、袭击、空投特务、细菌等。据不完全统计，我军共作战591次，击落敌机32架，击伤敌机154架。”
中国人民解放军防空部队自1950年9月防空司令部组建到1957年5月防空军与空军合并，共展开防空作战500余次，击落敌机40余架，击伤敌机130多架。若加上中国人民志愿军防空部队战绩，则共对空作战1.05万余次，击落、击伤敌机2162架。

### 防空军与空军合并
1957年1月，中央军委扩大会议召开，会议为贯彻中共八大有关压缩军政开支、保证社会主义工业化建设的精神，作出了《关于裁减军队数量加强质量的决定》，同时决定中国人民解放军防空军与中国人民解放军空军合并为一个军种，建立空防合一体制。
1957年5月17日，中国人民解放军空军与中国人民解放军防空军正式合署办公。此后，中国人民解放军防空军干部大部分合并至空军，一部分分配至国防科委。1957年7月26日，中华人民共和国国防部发布命令，撤销中国人民解放军防空军番号。自此，防空部队从中国人民解放军军种改为中国人民解放军空军的一个兵种。
防空部队转隶空军后，随着地空导弹加入防空火器，地空导弹部队成为空军的新兵种，并在1959年10月7日首开世界地空导弹击落飞机的先例。
防空军与空军合并后，中国人民解放军陆军炮兵部队中出现高射炮兵。1989年，中国人民解放军总参谋部颁发《陆军防空兵战斗条令》，将陆军高射炮兵更名为陆军防空兵。陆军防空兵正式从炮兵序列中分离，成为陆军独立兵种。中国人民解放军陆军防空兵由高射炮兵和地空导弹兵组成。

## 历任领导

### 中国人民解放军防空司令部、中国人民解放军防空军司令部
| 司令员 - 周士第（1950年10月23日—1955年3月） - 杨成武（1955年3月28日—1957年5月） 副司令员 - 谭家述（1950年12月16日—1957年5月） - 成钧（1952年7月25日—1957年5月） | 政治委员 - 钟赤兵（1950年10月23日—1952年8月28日，兼民航局局长） - 唐天际（1953年1月6日—1954年1月） 副政治委员 - 谷景生（1954年1月—1957年5月） |

| 参谋长 - 谭家述（1950年12月16日—1954年2月，副司令员兼） - 成钧（1954年2月—1956年11月，副司令员兼） - 锺伟（1956年11月—1957年5月） 副参谋长 张侠。 - 梁军（1951年8月—1954年10月） - 樊哲祥（1952年9月—1954年12月，第二副参谋长兼军训处处长） - 刘秉彦（1954年12月—1957年5月） - 李继开（1955年3月—1957年5月） - 徐明（1956年6月—1957年5月，作战值班副参谋长） - 李涛（1956年7月—1957年5月，作战值班副参谋长） - 周建平（1956年9月—1957年5月，作战值班副参谋长） | 政治部主任 - 唐凯（1950年10月23日任命，兼民航局副局长，未到职） - 谷景生（1954年1月—1955年10月，副政治委员兼） - 龙道权（1955年10月—1957年5月） 政治部副主任 - 吴建初（1953年4月—1957年5月） |

| 干部部部长 - 潘峰（1955年9月—1957年5月） 干部部副部长 - 黎映霖（1952年7月—1957年5月，第一副部长） - 任学耀（1952年7月—1957年5月，第二副部长） 后方勤务部部长 - 黎化南（1953年8月—1956年9月，第一副部长代理） - 黎化南（1956年9月—） 后方勤务部副部长 - 黎化南（1953年8月—1956年9月，第一副部长） - 耿锐（1953年8月—1957年5月） | 军械部部长 - 朱志明（1955年7月—1957年5月） 战斗训练部部长 - 刘秉彦（1956年5月—1957年5月，副参谋长兼） 战斗训练部副部长 - 刘准（1956年4月—1957年5月） - 梁家珍（1956年7月—1957年5月） |

| 高射炮兵指挥部司令员 - 谭家述（1954年2月—1956年，副司令员兼） - 罗华生（1956年7月—1957年5月） 高射炮兵指挥部副司令员 - 杨文安（1956年9月—1957年5月） | 探照灯兵指挥部主任 - 张伯华（1955年3月—1957年5月） 对空情报兵指挥部主任 - 傅英豪（1956年7月—1957年5月） |

### 中国人民解放军防空部队党委、中国人民解放军防空军党委
1951年1月，防空部队临时党委成立，书记周士第。1953年2月，防空部队临时党委改为正式党委，周士第、唐天际、成钧、谭家述、梁军、樊哲祥、黎映霖任党委常委，周士第任书记，唐天际任第二书记。1953年5月，增补吴建初为防空部队党委常委。1954年3月，增补谷景生、林接标为防空部队党委常委，谷景生任副书记。1954年5月，吴建初任防空部队党的纪律检查委员会书记。1955年2月，增补刘秉彦为防空部队党委常委。1955年4月，增补杨成武为防空部队党委常委，并任书记。1955年10月，增补龙道权为防空军党委常委。1955年12月，防空军党委调整，谷景生任第二书记，增补潘峰、李继开防空军党委为常委。1956年10月，增补钟伟为防空军党委常委。
1956年5月，防空军第一次党代表大会召开，杨成武、谷景生、成钧、谭家述、龙道权、李继开、刘秉彦、潘峰、黎化南等9人为防空军第一届党委常委，杨成武任党委书记，谷景生任党委第二书记兼监察委员会书记，龙道权任监察委员会副书记。

## 各大军区防空军领导

### 沈阳军区防空军（含东北军区防空军）
| 司令员 - 贺晋年（1950年8月—1955年9月，兼任） - 黄立清（1955年9月—1957年5月） 副司令员 - 高鹏（1950年8月—1957年5月） - 王作尧（1957年2月—1957年5月） | 政治委员 - 周彪（1952年10月—1957年5月） 副政治委员 - 程明（1956年9月—1957年5月） |

| 参谋长 - 高鹏（1950年8月—1953年1月，副司令员兼） - 徐乃斌（1953年1月—1956年9月） - 高鹏（1956年9月—1957年5月，副司令员兼） 副参谋长 - 徐乃斌（1950年9月—1953年1月） - 雷育龙（1956年7月—1957年5月） - 张侠（1953年1月—1957年5月，情报副参谋长） - 刘远（1953年1月—1956年6月，通信副参谋长） - 李川（1956年11月—1957年5月，雷达副参谋长） | 政治部主任 - 梅盛伟（1950年8月—1957年5月） 政治部副主任 - 梅少卿（1954年8月—1956年9月） - 叶树柏（1956年9月—1957年5月） |

| 干部部部长 - 梅盛伟（1951年4月—1956年9月，政治部主任兼） - 梅少卿（1956年9月—1957年5月） 干部部副部长 - 梅少卿（1951年5月—1954年8月） - 李明钧（1951年5月—1956年9月） - 傅任远（1956年9月—1957年5月） | 后勤检查处处长 - 郭振江（1952年8月—1957年5月） 高射炮兵指挥部司令员 - 周承重（1956年7月—1957年5月） 高射炮兵指挥部副司令员 - 周承重（1955年3月—1956年7月） - 匡扬胜（1956年9月—1957年5月） |

### 北京军区防空军（含华北军区防空军）
| 司令员 - 杨成武（1950年10月—1951年6月，兼任） - 唐延杰（1951年6月—1952年7月25日，兼任） - 成钧（1952年7月25日—1954年3月，华北军区及首都防空司令员，兼任） - 刘秉彦（1953年5月—1954年3月，参谋长暂代） - 孙超群（1954年3月—1957年5月） 副司令员 - 李际泰（1955年9月—1957年5月） - 蔡爱卿（1956年8月—1957年5月） | 政治委员 - 林接彪（1953年6月—1957年5月） |

| 参谋长 - 刘秉彦（1950年10月—1954年12月） - 刘光裕（1954年12月—1957年5月） 副参谋长 - 刘鹏（1950年11月—1953年4月） - 刘光裕（1953年5月—1954年12月） - 李佩之（1953年6月—1957年5月） - 于克忠（1955年6月—1957年5月） - 周宏（1955年12月—1957年5月） - 鲜才文（1955年12月—1956年6月） - 王俊杰（1956年6月—1957年5月） | 政治部主任 - 吴建初（1950年10月—1953年4月） - 贺明（1955年11月—1957年5月） 政治部副主任 - 王尔鸣（1953年5月—1957年5月） |

| 干部部部长 - 吴建初（1951年2月—1953年4月，政治部主任兼） - 陈其峰（1955年3月—1957年5月） 干部部副部长 - 陈其峰（1951年2月—1955年3月） | 后勤计划处处长 - 郑宝瑞（1955年1月—1957年5月） 后勤计划处副处长 - 陈振民（1955年1月—1957年5月） 高炮指挥部司令员 - 杜镜秋（1952年10月—1957年5月） 高炮指挥部副司令员 - 张朝一（1952年10月—1955年11月） - 张朝一（1956年9月—1957年5月） |

### 南京军区防空军（含华东军区防空军）
1950年3月28日，以华东军区防空处为基础组成华东军区防空司令部。1955年5月6日，华东军区防空司令部改成南京军区防空司令部。1957年9月5日，南京军区防空司令部番号撤销，下属部队并入南京军区空军。 
| 司令员 - 杜新民（1950年3月28日—1950年11月） - 何以祥（1950年11月—1950年12月，兼任） - 贺敏学（1950年12月—1951年4月） - 郭化若（1951年4月—1952年2月） - 成钧（1952年2月—1957年5月） 副司令员 - 杜新民（1950年11月—1951年1月） - 王智涛（1951年1月—1952年5月） - 贺敏学（1951年4月—1952年5月，第一副司令员） - 高厚良（1953年4月—1956年10月，兼任） - 樊哲祥（1954年12月—1956年4月） | 政治委员 - 高志荣（1950年3月28日—1950年11月） - 刘文学（1950年11月—1951年1月） - 郭化若（1951年1月—1952年2月，兼任） - 成钧（1952年2月—1957年5月，兼任） 副政治委员 - 刘文学（1951年4月—1952年12月） - 龙福才（1952年6月—1957年5月） - 龙潜（1955年5月—1957年5月） |

| 参谋长 - 谢斌（1950年11月—1957年5月） - 黄径琛（1951年1月—1957年5月） 副参谋长 - 李大磊（1951年4月—1954年11月） - 刘光远（1951年4月—1956年6月） - 宗书阁（1954年11月—1957年5月） - 王大可（1956年6月—1957年5月） - 陈洪（1956年6月—1957年5月） - 谭勋（1956年7月—1957年5月） | 政治部主任 - 张希才（1951年1月—1956年11月） - 瞿道文（1956年11月—1957年5月） 政治部副主任 - 朱春和（1950年11月—1951年8月） - 瞿道文（1951年1月—1956年11月） - 夏期发（1956年2月—1957年4月） |

| 干部部部长 - 刘文学（1951年4月—1952年12月，副政治委员兼） - 龙福才（1952年12月—1955年12月，副政治委员兼） - 朱凡（1955年10月—1957年5月） 干部部副部长 - 樊道余（1951年7月—1956年6月） - 刘东涛（1956年6月—1957年5月） | 高炮指挥部司令员 - 李大磊（1952年6月—1954年11月，兼任） - 刘奠西（1954年11月—1957年5月） 高炮指挥部副司令员 - 陈庆华（1956年9月—1957年5月） |

### 广州军区防空军（含中南军区防空军）
| 司令员 - 张西三（1952年7月—） 副司令员 - 王作尧（1952年7月—1954年11月） - 蔡爱卿（1952年7月—1952年8月） - 王璞（1952年7月—） - 黄霖（1955年9月—） | 政治委员 - 曹传赞（1952年7月—1955年10月） - 江腾蛟（1955年10月—） 副政治委员 |

| 参谋长 - 阙耀华（1952年7月—1952年10月） - 刘自双（1952年7月—1952年10月） - 王璞（1952年10月—，副司令员兼） - 刘奠西（1953年4月—1954年11月，第二参谋长） 副参谋长 - 毛春林（1955年3月—1956年6月，训练副参谋长） - 蔡作政（1956年6月—1957年5月） - 韩少逢（1956年7月—1957年5月） - 武成先（1956年7月—1957年5月） - 郑戈令（1956年9月—1957年5月） | 政治部主任 - 罗丰（1952年7月—1954年6月） - 张翼（1954年6月—） 政治部副主任 - 叶树柏（1952年7月—1955年12月） - 焦红光（1956年1月—1957年5月） |

| 干部部部长 - 曹传赞（1952年11月—1955年10月，政治委员兼） 干部部副部长 - 刘刚（1952年9月—1953年4月） - 刘日东（1953年3月—1954年8月） - 钟辰（1954年8月—1957年5月） | 后勤计划检查处处长 - 杜瑞宝（1955年4月—1957年5月） 后勤计划检查处副处长 - 张培仁（1952年10月—1952年12月） - 韩巨有（1954年12月—1957年5月） 高炮指挥部司令员 - 于韬（1955年3月—1956年8月） - 鲁风（1956年8月—1957年5月） 高炮指挥部副司令员 - 鲁风（1955年2月—1956年8月） - 赵海清（1956年9月—1957年3月） |

### 附：防空军第一军
1955年7月12日，中华人民共和国国防部决定，以公安部队第12师师部为基础，改编成“中国人民解放军防空军第一军”。1955年9月14日，以原公安部队第12师师部为基础，在福州改编为中国人民解放军防空军第一军。1955年9月底，中国人民解放军防空军第一军在福州组建完成，归南京军区防空军建制。1955年10月20日，中国人民解放军防空军第一军正式担负防空作战值班任务。1957年6月撤销番号。
军长
- 方升普少将（1955年12月14日—1957年6月）

政治委员
- 罗维道少将（1955年10月5日—1957年6月）

副军长
- 叶泰清大校（1955年12月14日—1957年6月，第一副军长）
- 李成春大校（1955年12月14日—1956年6月）
- 彭宗义上校（1956年11月—1957年6月）
- 刘鹏少将（1957年2月—1957年6月）

参谋长
- 叶泰清大校（1955年12月14日—1957年6月，第一副军长兼）

政治部主任
- 许法善大校（1955年10月5日—1957年6月）

干部部部长
- 何丁大校（1955年10月5日—1957年6月）

高射炮兵指挥部司令员
- 彭宗义上校（1956年11月—1957年6月，副军长兼）

## 防空军学校

### 中国人民解放军防空军高级防空学校
简称“高防”。
1951年中南军事政治大学第5分校更名为桂林第24步兵学校。1953年1月防空部队党委向军委提交了成立高级防校的建议报告，一周后毛主席批示“同意”。1953年8月，第24步兵学校校长宁贤文率部分干部进京，开始选址和营房筹建。1953年12月军委批准校址在清河镇以北，西二旗和西三旗之间。1954年2月至4月步校后续人员抵京。1954年12月王智涛调任校长，政委李赤然（校党委书记）。副校长宁贤文，训练部长梁军（军委防司副参谋长），政治部主任张卓之，干部部部长王兴邦，物质保障部长刘万才，技术部副部长王文倩。训练部下设教务处、教材科、翻译科、战术系主任陶继藩，雷达系主任郭超凡，射击系主任王荆耀，火炮仪器系副主任曹来杰，对空勤务系副主任张侠，电工无线电系副主任张虎，政治系主任戴北星，校长顾问库尔甘诺夫上校，探照灯顾问切尔甘诺夫上校，对空勤务顾问邦达列夫上校。1955年4月1日第一期开学。设高级班（师以上指挥干部25人）、高炮班（营团指挥干部200人）、对空勤务（雷达50人，地面监视25人）、探照灯班25人，政治班（营以上）75人，学制一年。1956年6月下旬第一期351人结业，7月27日毕业典礼。1957年防空军高级防空学校更名为空军高级防空学校。1963年空军高级防空学校更名为空军第二高级专科学校。1969年空军第二高级专科学校撤销。

### 中国人民解放军防空军高射炮兵学校
1952年10月在上海江湾五角场营区创办中国人民解放军城防高射炮兵学校，1952年10月1日召开学校成立大会，校长孙超群，政委李赤然。后更名为防空部队高射炮兵学校、防空军高射炮兵学校、空军高射炮兵学校。1958年6月，空军精简整编，校址由上海迁至河南信阳。

### 中国人民解放军防空军防空学校
1951年中南军事政治大学（第四分校）分出组建中国人民解放军第二十三步兵学校。1952年9月，第二十三步兵学校、华东军区第三防空学校（位于上海）训练处、第四军军直通信营和教导队在南昌望成岗合并建立中国人民解放军防空学校。任务是培养雷达、探照灯、地监哨部队的排长，轮训雷达和探照灯部队的连、营、团指挥干部。校长王智涛（华东防司副司令）、政委潘寿才（23步校政委），第一副校长李敏（23步校副校长），副校长姚知一（第四军参谋长）兼训练部部长，训练部副部长李克明（步校政治教育科长），政治部主任盛殿邦（23步校政治部主任），物质保障部部长刘万长、技术部部长王文倩（23步校教育长）、干部处处长李焕章（23步校政治部组织科长）、队列处处长桑文义（步校大队长）、各学员队。首席顾问希洛夫上校、兵器顾问鲍尔金诺夫上尉等4名苏联顾问。1952年9月中旬王智涛到任后，认为望城岗条件太差，距离南昌市区13公里沿途木桥称重极小，没有机场、没有市电，而且南昌供电容量太小，经中南军区同意，防空学校迁往武汉，进驻汉口市郊的赵家条中南军区高级步校家属区和市区的胜利街中南军区部队艺术学校营区。赵家条校区营建历时11个月，耗资123亿元旧币。1954年4月15日，防空学校全部迁来武汉，第一期开学，南昌望成岗改为防空部队预科学校。第一期开设高级班（团以上指挥干部）、政治队（培训营、连政治干部）、深造班（培训营、团指挥干部）、本科学员队（培训雷达探照灯排长，学制两年）。

### 中国人民解放军防空军技术学校
1955年4月29日，中央军委作出加强防空部队建设的决定，批准防空部队成立一所技术学校。1955年7月12日，防空军技术学校以华北军区第4文化师范学校和高射炮兵学校第3营修理系为基础在吉林长春组建。主要任务是培训防空军各兵种部队的技术军官。其建制和业务领导、学员调配以及干部工作等属防空军，行政、党政和供给工作归沈阳军区负责。设训练部、政治部、干部部、队列处、技术处、物质保障处、财务主任，辖2个学员营和兵器维护排，共编1092人（其中工教人员492人，学员600人）。1955年12月1日防空军技术学校开学。刘子英任校长，刘及武任政委。1958年6月，空军精简整编，撤销原防空军技术学校，原技术学校培训高炮技术干部的任务并入空军高射炮兵学校。1958年6月4日，根据军委决定，空军精简整编，撤销第8等4所航空预备学校，以第8预校（驻河北保定）和空军技术学校（驻吉林长春）为基础，在河北保定原8预校旧址成立空军导弹学校。

### 中国人民解放军防空军军士学校
由南京军区管理。